# BAFTA de Melhor Programa Internacional
O BAFTA de Melhor Programa Internacional (em inglês: BAFTA TV Award for Best International Programme) é um prêmio concedido pela Academia Britânica de Cinema e Televisão para reconhecer o melhor programa ou série adquirido no mercado internacional e transmitido no Reino Unido.

## Vencedores

### Década de 2000
| Ano  | Título                          | Destinatário(s)                                                | Emissora  |
| ---- | ------------------------------- | -------------------------------------------------------------- | --------- |
| 2007 | Entourage                       | Doug Ellin, Mark Wahlberg, Steve Levinson                      | ITV2      |
| 2007 | House                           | David Shore                                                    | Channel 5 |
| 2007 | Lost                            | J. J. Abrams, Carlton Cuse, Damon Lindelof, Jack Bender        | Channel 4 |
| 2007 | My Name Is Earl                 | Greg Garcia, Marc Buckland, Bobby Bowman                       | Channel 4 |
| 2008 | Heroes                          | Tim Kring, Joe Pokaski, Paul Edwards, Dennis Hammer            | BBC Two   |
| 2008 | Californication                 | Tom Kapinos, David Duchovny, Scott Winant                      | Channel 5 |
| 2008 | Family Guy                      | Seth MacFarlane, David A Goodman, Chris Sheridan, Danny Smith  | BBC Three |
| 2008 | My Name Is Earl                 | Greg Garcia, Bobby Bowman, Henry Lange Jr, Marc Buckland       | E4        |
| 2009 | Mad Men                         | Matthew Weiner, Scott Hornbacher                               | BBC Four  |
| 2009 | The Daily Show With Jon Stewart | Chuck O'Neil, Rich Blomquist, Scott Jacobson, Jon Stewart      | More4     |
| 2009 | Dexter                          | John Goldwyn, Sara Colleton, Clyde Philips, Robert Lloyd Lewis | ITV1      |
| 2009 | The Wire                        | David Simon, Ed Burns, Nina K. Noble, Joe Chappelle            | BBC Two   |

### Década de 2010
| Ano  | Título                                            | Destinatário(s)                                                    | Emissora           |
| ---- | ------------------------------------------------- | ------------------------------------------------------------------ | ------------------ |
| 2010 | Mad Men                                           | Matthew Weiner, Scott Hornbacher                                   | BBC Four           |
| 2010 | Family Guy                                        | Seth MacFarlane                                                    | BBC Three          |
| 2010 | Nurse Jackie                                      | Evan Dunsky, Liz Brixius, Linda Wallem, Richie Jackson             | BBC2               |
| 2010 | True Blood                                        | Alan Ball, Brian Buckner                                           | FXUK               |
| 2011 | The Killing                                       | Søren Sveistrup, Piv Bernth, Birger Larsen, Sofie Gråbøl           | BBC Four           |
| 2011 | Boardwalk Empire                                  | Martin Scorsese, Terence Winter, Tim Van Patten, Howard Korder     | Sky Atlantic       |
| 2011 | Glee                                              | Ian Brennan, Ryan Murphy, Brad Falchuk                             | E4                 |
| 2011 | Mad Men                                           | Matthew Weiner, Scott Hornbacher, Jennifer Getzinger               | BBC Four           |
| 2012 | Borgen                                            | Jeppe Gjervig Gram, Camilla Hammerich, Tobias Lindholm, Adam Price | BBC Four           |
| 2012 | The Killing                                       | Piv Bernth, Sofie Grabol, Kristoffer Nyholm, Soren Sveistrup       | BBC Four           |
| 2012 | Modern Family                                     | Steve Levitan, Christopher Lloyd                                   | Sky One            |
| 2012 | The Slap                                          | Tony Ayres, Helen Bowden, Michael McMahon                          | BBC Four           |
| 2013 | Girls                                             | Lena Dunham, Jenni Konner, Judd Apatow                             | Sky Atlantic       |
| 2013 | The Bridge                                        | Hans Rosenfeldt, Charlotte Sieling, Anders Landstrom, Bo Ehrhardt  | BBC Four           |
| 2013 | Game of Thrones                                   | David Benioff, D. B. Weiss, Carolyn Strauss, Frank Doelger         | Sky Atlantic       |
| 2013 | Homeland                                          | Alex Gansa, Howard Gordon, Michael Cuesta, Gideon Raff             | Channel 4          |
| 2014 | Breaking Bad                                      | Vince Gilligan, Mark Johnson, George Mastras, Sam Catlin           | Netflix            |
| 2014 | House of Cards                                    | Beau Willimon, David Fincher, Joshua Donen, Kevin Spacey           | Netflix            |
| 2014 | Borgen                                            | Adam Price, Tobias Lindholm, Jannik Johansen, Camilla Hammerich    | BBC Four           |
| 2014 | The Returned                                      | Caroline Benjo, Fabrice Gobert, Monica Levy, Jimmy Desmarais       | Channel 4          |
| 2015 | True Detective                                    | Nic Pizzolatto, Cary Joji Fukunaga, Scott Stephens, Steve Golin    | Sky Atlantic       |
| 2015 | House of Cards                                    | Beau Willimon, David Fincher, Joshua Donen, Kevin Spacey           | Netflix            |
| 2015 | Orange is the New Black                           | Jenji Kohan, Lisa I. Vinnecour, Sara Hess, Sian Heder              | Netflix            |
| 2015 | The Good Wife                                     | Michelle King, Robert King                                         | More4              |
| 2016 | Transparent                                       | Jill Soloway, Andrea Sperling, Victor Hsu, Bridget Bedard          | Amazon Prime Video |
| 2016 | Spiral                                            | Vassili Clert, Anne Landois                                        | BBC Four           |
| 2016 | Narcos                                            | José Padilha, Eric Newman, Chris Brancato                          | Netflix            |
| 2016 | The Good Wife                                     | Michelle King, Robert King                                         | More4              |
| 2017 | The People v. O. J. Simpson: American Crime Story | Ryan Murphy, Nina Jacobson, Brad Simpson                           | BBC Two            |
| 2017 | The Night Of                                      | Steven Zaillian, Richard Price, Jane Tranter                       | Sky Atlantic       |
| 2017 | Stranger Things                                   | Matt Duffer, Ross Duffer, Shawn Levy, Dan Cohen                    | Netflix            |
| 2017 | Transparent                                       | Jill Soloway, Andrea Sperling, Victor Hsu, Bridget Bedard          | Amazon Prime Video |
| 2018 | The Handmaid's Tale                               | Bruce Miller, Warren Littlefield, Kari Skogland                    | Channel 4          |
| 2018 | Big Little Lies                                   | Reese Witherspoon, Nicole Kidman, Bruna Papandrea, Per Saari       | Sky Atlantic       |
| 2018 | Feud: Bette and Joan                              | Ryan Murphy, Dede Gardner, Tim Minear, Alexis Martin Woodall       | BBC Two            |
| 2018 | The Vietnam War                                   | Ken Burns, Lynn Novick, Geoffrey C. Ward, Sarah Botstein           | BBC Four           |
| 2019 | Succession                                        | Jesse Armstrong, Will Ferrell, Adam McKay                          | Sky Atlantic       |
| 2019 | 54 Hours : The Gladbeck Hostage Crisis            | Regina Ziegler, Kilian Riedhof, Holger Karsten Schmidt             | BBC Four           |
| 2019 | The Handmaid's Tale                               | Bruce Miller, Warren Littlefield, Elisabeth Moss, Mike Barker      | Channel 4          |
| 2019 | Storyville                                        | Liz Garbus, Jenny Carchman, Justin Wilkes, Dan Cogan               | BBC Two            |

### Década de 2020
| Ano  | Título                                           | Destinatário(s)                                                                                        | Emissora         |
| ---- | ------------------------------------------------ | --- | ---------------- |
| 2020 | When They See Us                                 | Ava DuVernay, Jonathan King, Jane Rosenthal, Berry Welsh                                               | Netflix          |
| 2020 | Euphoria                                         | Sam Levinson, Ravi Nandan, Kevin Turen, Drake                                                          | Sky Atlantic     |
| 2020 | Succession                                       | Jesse Armstrong, Will Ferrell, Adam McKay                                                              | Sky Atlantic     |
| 2020 | Unbelievable                                     | Susannah Grant, Sarah Timberman, Lisa Cholodenko                                                       | Netflix          |
| 2021 | Storyville: "Welcome to Chechnya: The Gay Purge" | David France, Alice Henty, Askold Kurov, Joy A. Tomchin                                                | BBC Four         |
| 2021 | Little America                                   | Lee Eisenberg, Alan Yang, Kumail Nanjiani, Emily V. Gordon                                             | Apple TV+        |
| 2021 | Lovecraft Country                                | Lovecraft Country                                                                                      | Sky Atlantic     |
| 2021 | Unorthodox                                       | Anna Winger, Alexa Karolinski, Maria Schrader                                                          | Netflix          |
| 2022 | The Underground Railroad                         | Barry Jenkins, Colson Whitehead, Adele Romanski, Mark Ceryak, Dede Gardner, Jeremy Kleiner             | Amazon Prime     |
| 2022 | Succession                                       | Succession                                                                                             | HBO/Sky Atlantic |
| 2022 | Mare of Easttown                                 | | HBO/Sky Atlantic |
| 2022 | Call My Agent!                                   | Harold Valentin, Aurélien Larger, Dominique Besnehard, Michel Feller                                   | Netflix          |
| 2022 | Lupin                                            | | Netflix          |
| 2022 | Squid Game                                       | Hwang Dong-hyuk, Kim Ji-Yeon                                                                           | Netflix          |
| 2023 | Dahmer – Monster: The Jeffrey Dahmer Story       | Dahmer – Monster: The Jeffrey Dahmer Story                                                             | Netflix          |
| 2023 | The Bear                                         | Christopher Storer, Joanna Calo, Josh Senior, Hiro Murai                                               | Disney+          |
| 2023 | Oussekine                                        | Anthony Lancret, Pierre Laugier, Juliette Lassalle, Antoine Chevrollier, Pauline Dauvin, Kevin Deysson | Disney+          |
| 2023 | Wednesday                                        | Wednesday                                                                                              | Netflix          |
| 2023 | Pachinko                                         | Soo Hugh, Michael Ellenberg, Lindsey Springer, Theresa Kang, Richard Middleton, Kogonada               | Apple TV+        |
| 2023 | The White Lotus                                  | Mike White, David Bernad, Mark Kamine, John Valerio, Heather Persons                                   | Sky Atlantic     |